# 딘 웨이드

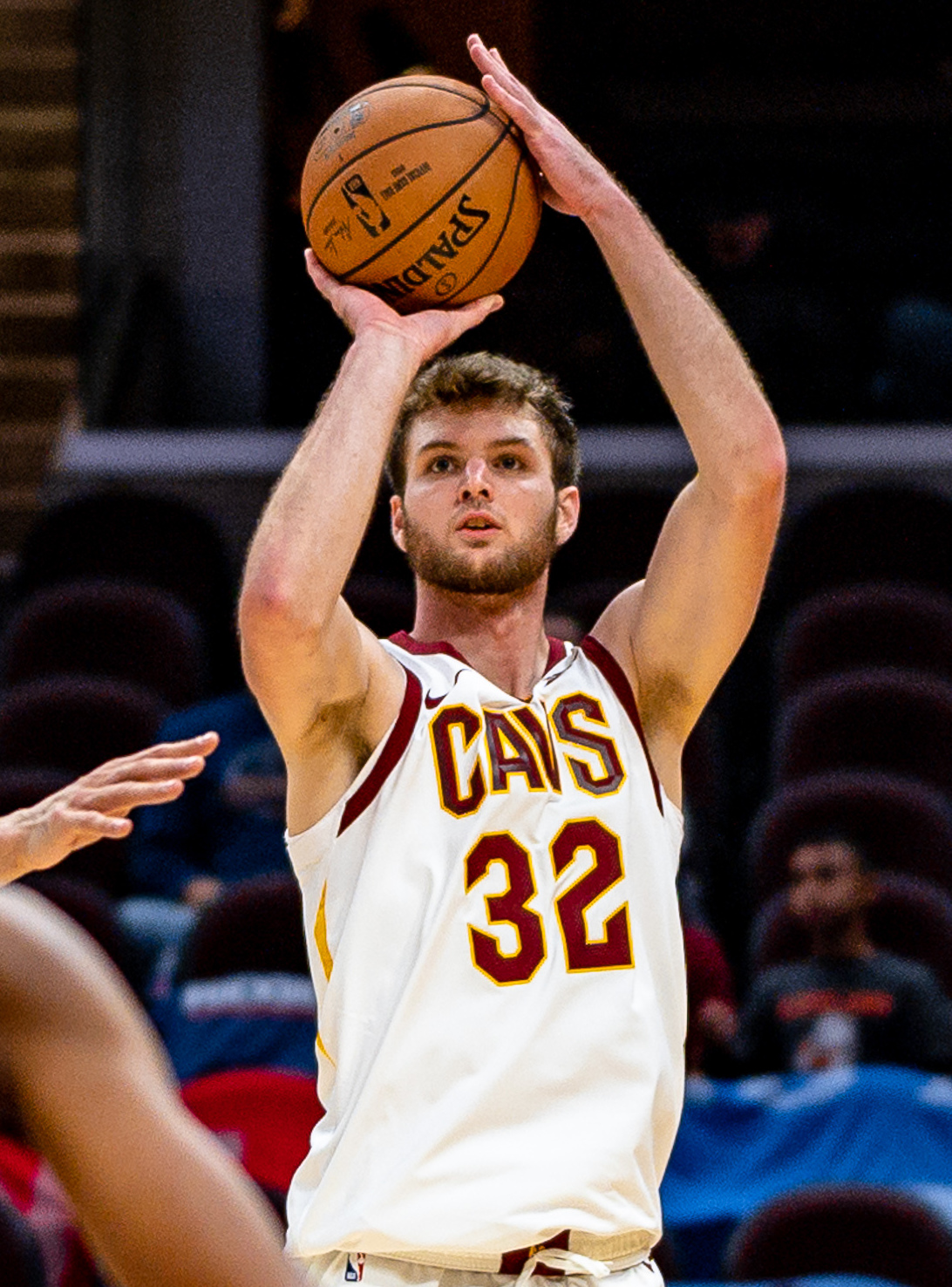

딘 웨이드(Dean Wade, 본명: 딘 잭슨 웨이드, Dean Jackson Wade, 1996년 11월 20일 ~ )는 전미 농구 협회(NBA) 산하 클리블랜드 캐벌리어스의 미국 프로 농구 선수이다. 캔자스 스테이트 와일드캣츠(Kansas State Wildcats)에서 대학 농구를 했다.

## 경력
- 2019~현재: 클리블랜드 캐벌리어스
- 2019~2020년: →캔톤 차지